# Hyposada pallescens
Hyposada pallescens là một loài bướm đêm trong họ Erebidae.